# Elz (Rhein)
Die Elz ist ein rund 121 km langer, rechtsseitiger Nebenfluss des Rheins im Schwarzwald und in der Oberrheinebene, Baden-Württemberg.

## Name
Für die Herkunft des Namens finden sich in der Literatur mehrere Erklärungen. Nach Berger (1999) ist der Name der Elz vorgermanisch und leitet sich vom indogermanischen *el-/*ol- (= treiben, sich bewegen, fließen) bzw. vom Flussnamen Alantia ab. Diese Herleitung gilt auch für die beiden anderen Flüsse Elz, die der Mosel bzw. dem Neckar zufließen. Kleiber (1997:244) dagegen schreibt, „der Name Elz ... ist auf keltisch alt- bzw. *Altia ‚die Hohe, d. h. die von der Höhe kommt‘ zurückzuführen“. Hugo Steger (1994) vermutet hingegen, dass der antike Name des römischen Riegel Helvetum gewesen sei und sich dieser Name auf den Fluss übertragen habe (*Elvtum > *Elvetu- > *Eltu-).
Nach Berger (1999) sind die Namen Helzaha fluvium (763), Elzach (1234) und Elza (1335) urkundlich belegt.

## Geographie

### Verlauf
Die Elz entspringt nördlich von Furtwangen im Gebiet des Brend und des Rohrhardsbergs (zwischen dem Furtwänglehof und dem Kolmenhof) unweit der als hydrographische Donauquelle geltenden Breg-Quelle.
Im Oberlauf fließt die Elz in nördliche Richtung, zunächst durch ein Hochtal mit Wiesen, Mooren und von eiszeitlichen Gletschern geprägten Formen, dann, nach einer Steilstufe mit den kleinen Elzfällen, durch ein tief eingekerbtes, kaum besiedeltes Waldtal.
In Oberprechtal knickt sie scharf in Richtung Südwesten ab. Hier beginnt das mittlere, eigentliche Elztal, das geradlinig nach Südwesten führt und dabei den 700 bis 900 Meter abfallenden Hochschwarzwald im Südosten von weit niedrigeren Teilen des Mittleren Schwarzwaldes trennt. Im nun dicht besiedelten Tal folgen auf die Stadt Elzach die Orte Winden und Gutach im Breisgau, wo der Elz die um knapp die Hälfte größere Wilde Gutach zuströmt. Unterhalb der Stadt Waldkirch tritt die Elz bei Denzlingen in die Freiburger Bucht der Oberrheinebene aus. Fortan fließt sie, Emmendingen und Teningen passierend, in nordwestliche Richtung. Ein Teil des Wassers der Elz wird ab dem Kollmarsreuter Wehr über einen Mühlbach durch Emmendingen geleitet, wo es mehrere Wasserkraftanlagen antreibt und das Stadtbild aufwertet. Bei Riegel am Kaiserstuhl treffen die Elz, die aus Freiburg im Breisgau kommende Dreisam und die Alte Dreisam aufeinander.
Bald danach gabelt sich die Elz wieder auf: Eine gewisse Wassermenge (bis 8,5 m³/s) fließt über die Alte Elz an Hecklingen vorbei durch Kenzingen und im weiteren Verlauf durch den Europapark Rust zur späteren Mündung in den Rhein. Darüber hinausgehende Wassermengen, im Mittel etwa 13,2 m³/s, werden weiter flussaufwärts über den unter Leitung von Johann Gottfried Tulla künstlich geschaffenen Leopoldskanal nordwestlich von Rheinhausen im Breisgau in den Rhein geleitet. Die Alte Elz mündete früher bei Schwanau in den Rhein. Heute wird sie über verschiedene Altrheinrinnen parallel zum Rhein bis an den südlichen Ortsrand von Kehl geleitet und erreicht so auf ihrem längsten Fließweg 121 Kilometer Länge; früher waren es gut 90 Kilometer.

Luftbilder
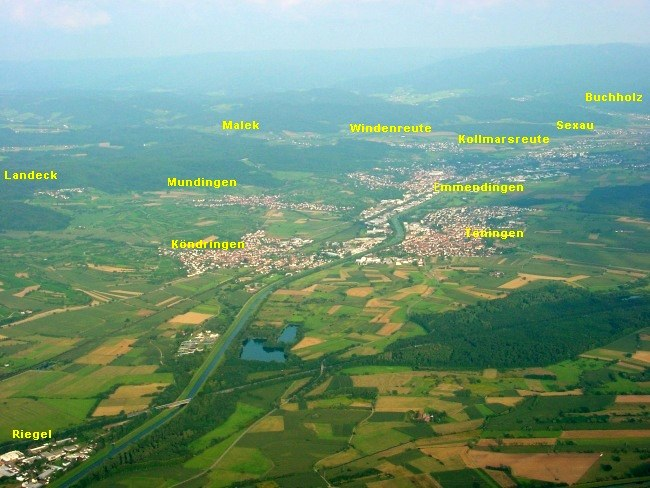
Blick elzaufwärts über Emmendingen zum Kandel
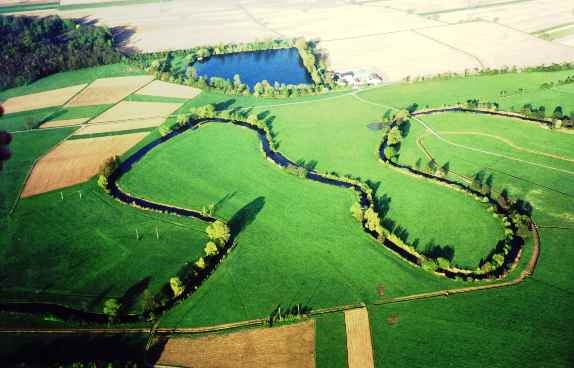
„Alte Elz“ zwischen Kenzingen und Rheinhausen (Breisgau)
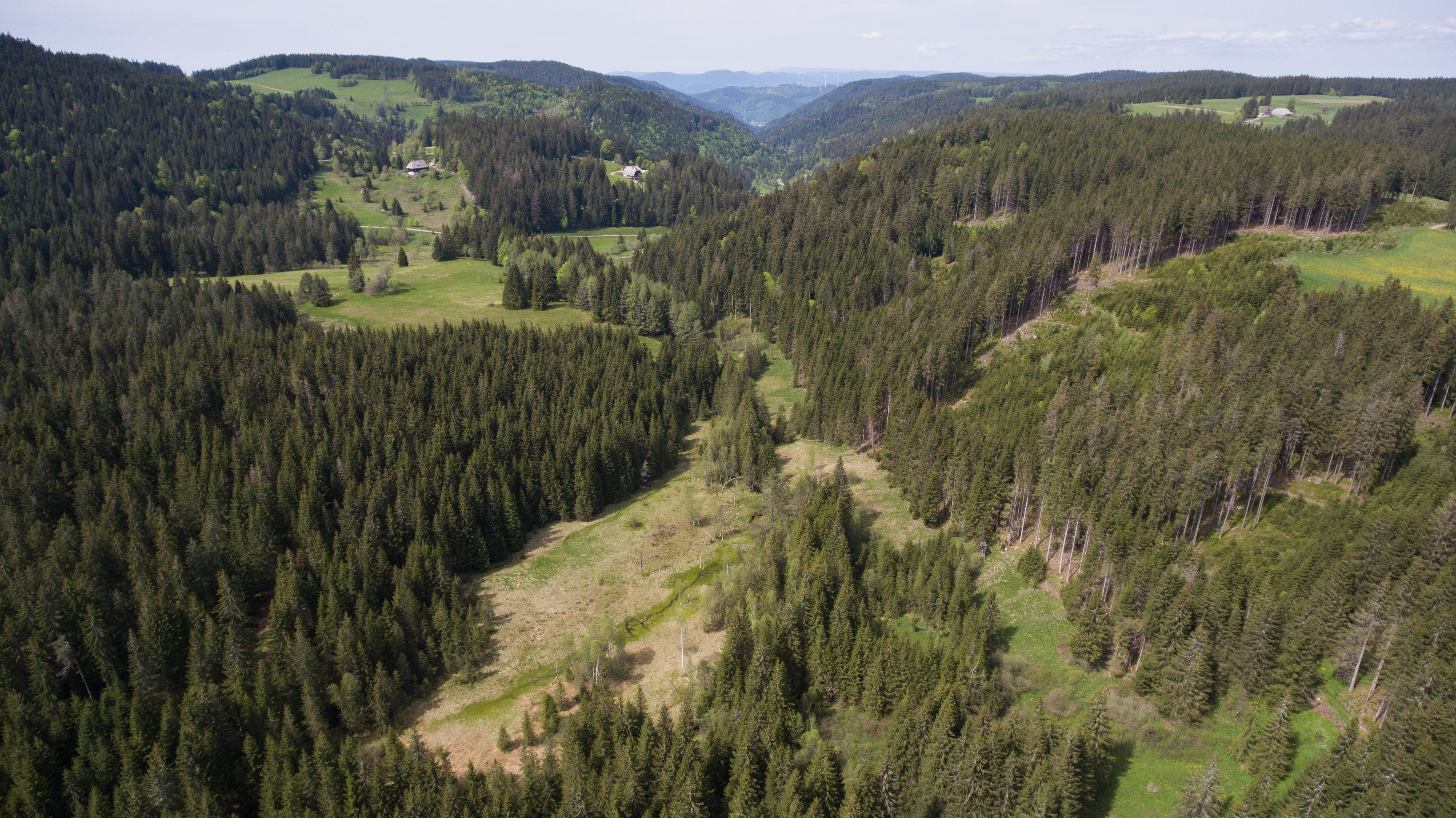
Luftbild Obere Elz, Blickrichtung nach Norden
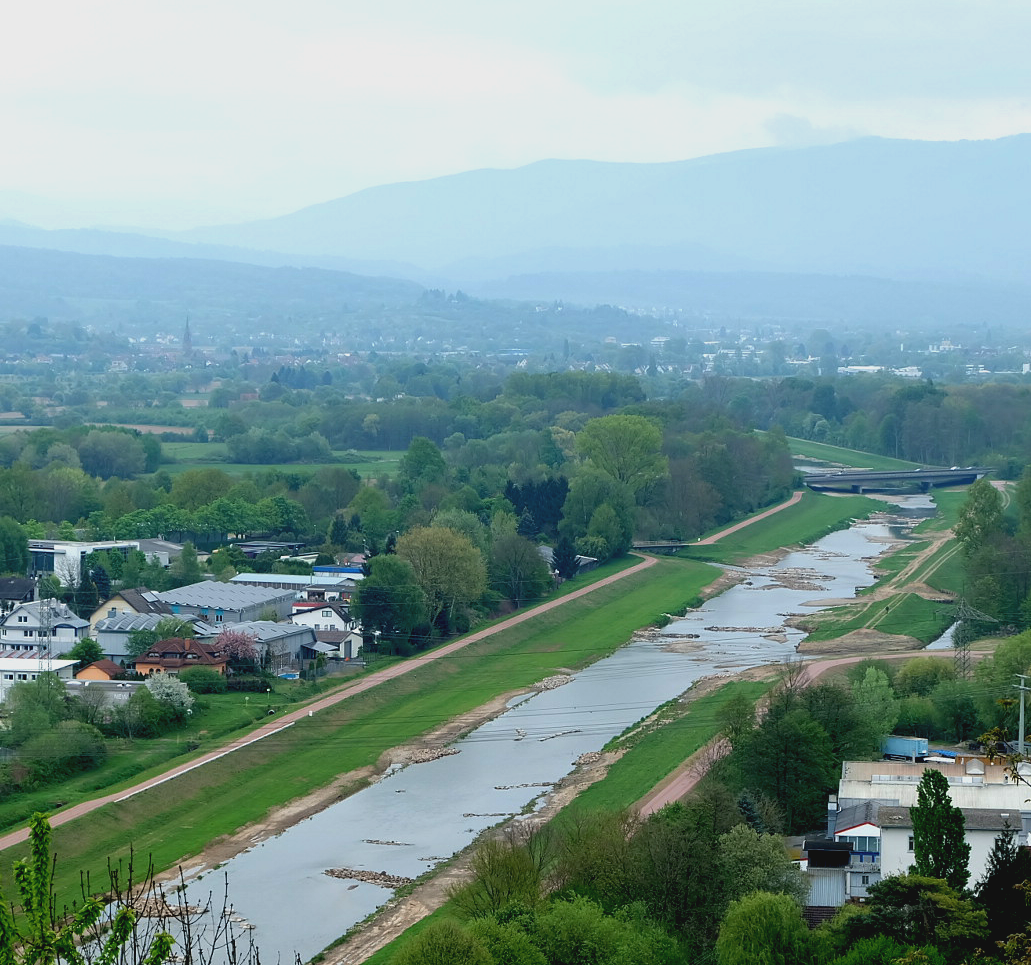
Kanalisierte Elz bei Riegel am Kaiserstuhl

Weitere Bilder der Elz
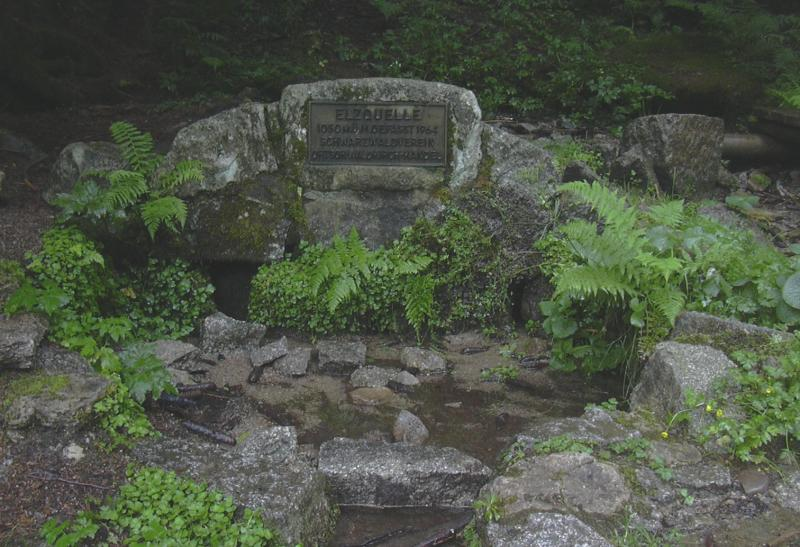
Quelle der Elz
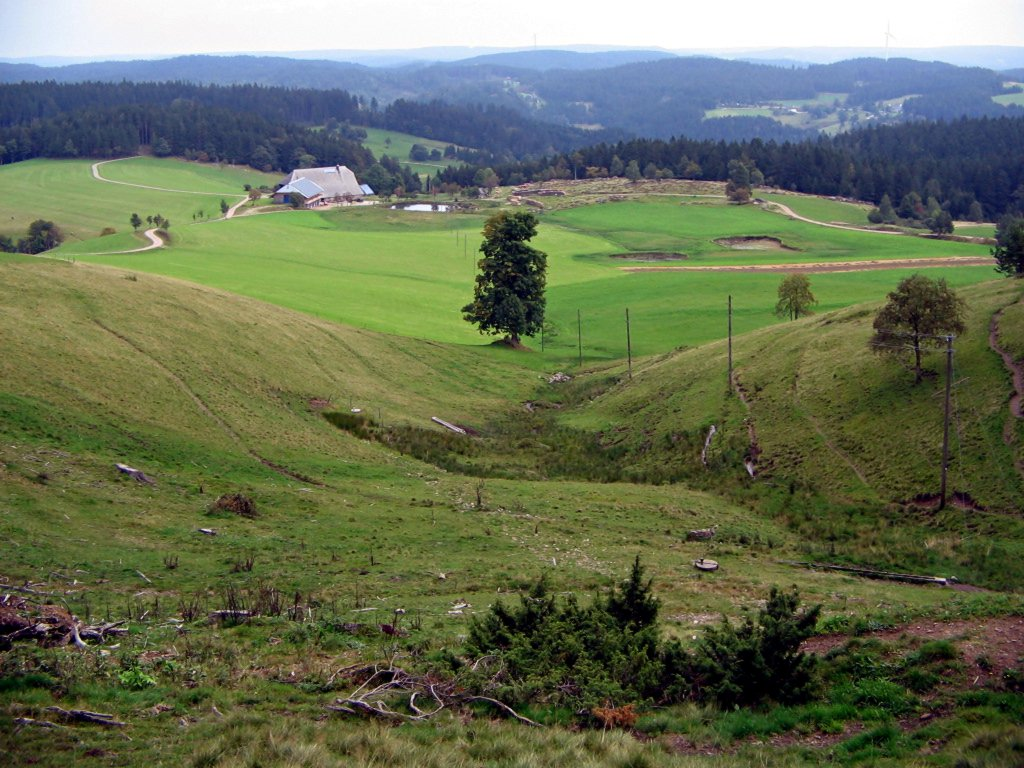
Hochtal über dem Kerbtal der Elz
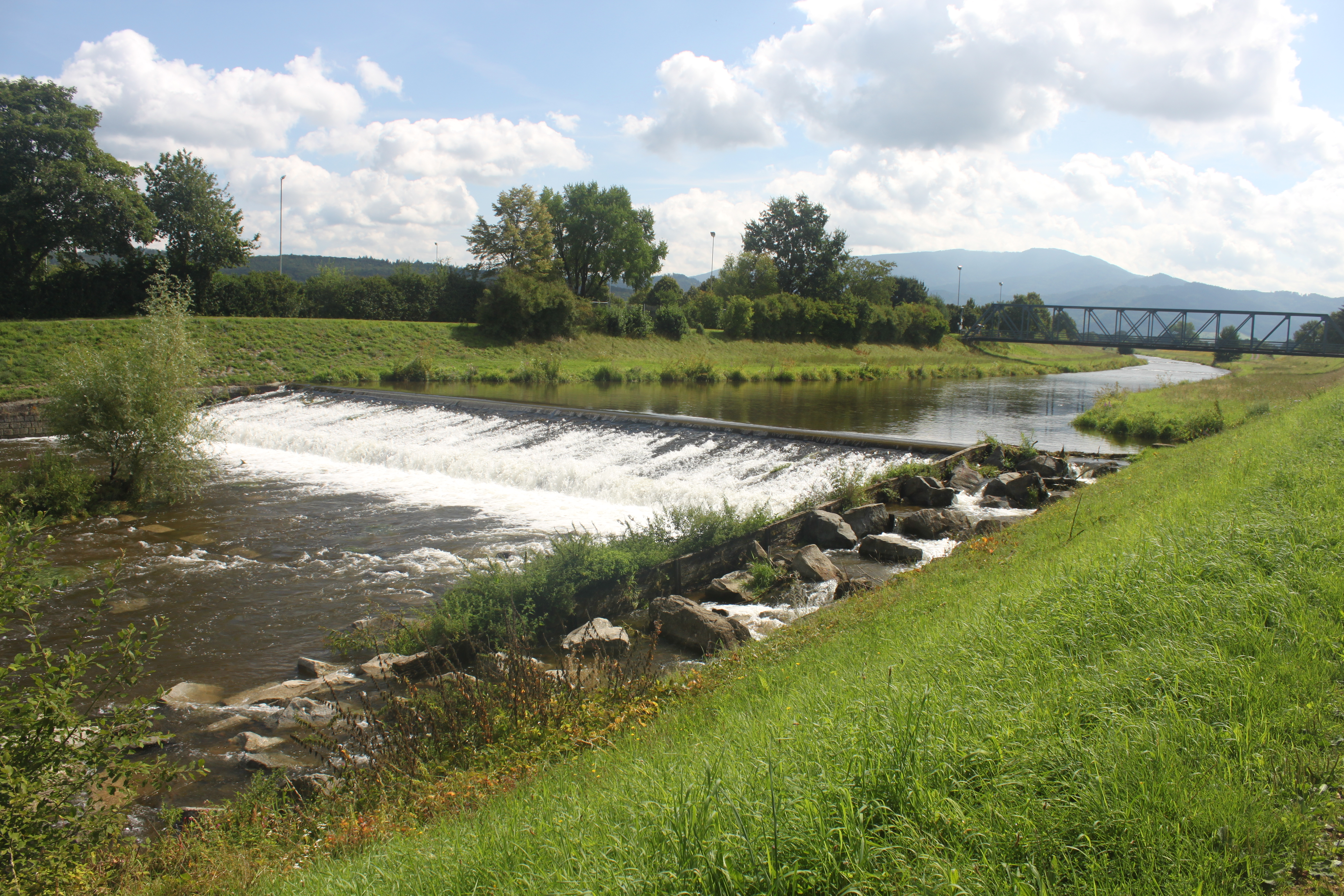
Wassermer Wehr, südlich Emmendingen

### Zuflüsse
In der Tabelle sind alle Zuflüsse aufgeführt, die länger als 5 Kilometer sind, ausgenommen flussbegleitende Mühlkanäle. Entsprechend der Fließgewässerkennziffer ist der Frischnaubach der oberste Zufluss, dieser mündet erst nach der Laufwende auf Gemarkung Prechtal in die Elz, der Ettenbach ist der unterste Zufluss und mündet kurz vor Kappel in sie. Alle aufgeführten Zuflüsse haben ihr Einzugsgebiet im Landkreis Emmendingen, außer dem Ettenbach, der im Ortenaukreis liegt.
Es gibt zwei Sonderfälle in der Tabelle: Die Alte Dreisam mündet zwar zusammen mit der Dreisam in die Elz, wird aber – vor dem Hintergrund des früher gemeinsamen Verlaufs – offiziell als Nebenfluss der Dreisam geführt und damit als Nebenfluss 2. Ordnung der Elz. Der Leopoldskanal ist als abzweigendes Gewässer mit aufgeführt, da er im Mittel etwa zwei Drittel der Wasserführung aufnimmt und damit der Alten Elz nur etwa ein Drittel verbleibt. Beide Sonderfälle sind mit dunklerem Grau hervorgehoben.
| Stat. in m | GKZ        | Name                        | Seite    | MQ in m³/s | Name Elz                   | MQ Elz in m³/s | Länge in km | EZG in km² | Mündung bei                   | Höhe in m ü. NN; | Bemerkung                                    |
| ---------- | ---------- | --------------------------- | -------- | ---------- | -------------------------- | -------------- | ----------- | ---------- | ----------------------------- | ---------------- | -------------------------------------------- |
| 98.919     | 2338-12    | Frischnaubach               | re.      | 00,26      | Elz                        | 01,58          | 05,7        | 011,6      | Elzach-Eilet                  | 477,8            |                                              |
| 95.744     | 2338-194   | Yachbach                    | li.      | 00,55      | Elz                        | 02,00          | 07,8        | 019,5      | Elzach, Kläranlage            | 343,0            |                                              |
| 95.427     | 2338-2     | Biederbach                  | re.      | 00,72      | Elz                        | 02,55          | 10,4        | 031,6      | Elzach, Ortsende              | 340,0            |                                              |
| 91.990     | 2338-32    | Spitzenbach                 | re.      | 00,23      | Elz                        | 03,52          | 06,4        | 010,9      | Winden im Elztal-Niederwinden | 317,0            |                                              |
| 87.335     | 2338-392   | Siegelbach                  | re.      | 00,28      | Elz                        | 03,97          | 06,5        | 013,5      | Gutach im Breisgau-Stollen    | 289,0            |                                              |
| 86.929     | 2338-4     | Wilde Gutach                | li.      | 04,40      | Elz                        | 04,25          | 25,2        | 128,9      | Gutach im Breisgau            | 287,0            |                                              |
| 85.967     | 2338-512   | Talbach                     | li.      |            | Elz                        | 09,03          | 06,2        | 009,1      | Gutach im Breisgau            | 281,0            | [ LUBW 6 ]                                   |
| 83.477     | 2338-53126 | Altersbach                  | li.      |            | Gewerbekanal neben der Elz |                | 06,6        | 006,7      | Waldkirch                     | 266,0            | [ LUBW 6 ] [ LUBW 7 ]                        |
| 80.462     | 2338-532   | Dettenbach                  | li.      | 00,18      | Elz                        | 09,18          | 06,2        | 009,4      | Waldkirch, Ortsende           | 247,0            |                                              |
| 77.985     | 2338-54    | Lossele                     | li.      | 01,26      | Elz                        | 09,43          | 20,1        | 049,8      | Waldkirch-Buchholz            | 236,8            | rechter und Hauptunterlauf der Glotter       |
| 70.420     | 2338-6     | Brettenbach                 | re.      | 01,29      | Elz                        | 10,69          | 24,2        | 071,2      | Emmendingen                   | 192,0            |                                              |
| 63.341     | 2338-8     | Dreisam (ohne Alte Dreisam) | li.      | 08,56      | Elz                        | 12,18          | 48,8        | 449,7      | Riegel am Kaiserstuhl         | 178,1            |                                              |
| 63.318     | 2338-894   | Alte Dreisam                | li.      | 02,30      | Dreisam (Elz)              | 23,04          | 38,2        | 197,2      | Riegel am Kaiserstuhl         | 178,0            |                                              |
| 62.817     | 2338-9112  | Wihlbach                    | li.      | 00,06      | Elz                        | 23,04          | 05,0        | 004,9      | Riegel am Kaiserstuhl         | 177,9            |                                              |
| 62.696     | 2337-920   | Leopoldskanal               | nach li. | 14,60      | Elz                        | 23,10          | 12,2        |            | Riegel am Kaiserstuhl         | 177,8            | Abzweigung zum Rhein                         |
| 60.077     | 2338-912   | Malterdinger Dorfbach       | re.      | 00,14      | Alte Elz                   | 07,64          | 06,6        | 015,8      | Kenzingen-Hecklingen          | 177,5            |                                              |
| 58.120     | 2338-914   | Dorfbach                    | re.      |            | Elz                        |                | 06,4        | 008,0      | Kenzingen                     | 175,2            | rechter Mündungsarm fließt in die Kleine Elz |
| 50.119     | 2338-92    | Bleichbach                  | re.      | 00,80      | Alte Elz                   | 07,89          | 18,4        | 060,8      | Herbolzheim, Mühlehof         | 170,0            |                                              |
| 47.273     | 2338-932   | Grundelbach                 | re.      | 00,05      | Alte Elz                   | 08,71          | 05,6        | 006,8      | Rust                          | 165,0            |                                              |
| 42.231     | 2338-94    | Ettenbach                   | re.      | 00,66      | Alte Elz                   | 08,80          | 18,4        | 059,9      | Kappel-Grafenhausen-Kappel    | 161,0            |                                              |
| 38.466     | 2338-954   | Taubergießen                | li.      |            | Alte Elz                   |                | 08,9        | 008,7      | Kappel, Kläranlage            | 157,7            | linke Ausleitung der Alten Elz bei Rust      |
| 38.038     | 2338-96    | Kapuzinerbach               | re.      | 00,21      | Alte Elz                   | 09,46          | 14,3        | 024,4      | Kappel, Kläranlage            | 157,3            |                                              |
| 36.831     | 2338-98    | Durchgehender Altrheinzug   | li.      |            | Alte Elz                   | 09,67          | 43,2        | 134,2      | Schwanau-Wittenweier          | 156,6            | rechter Altarmstrang des Rheins              |
| 24.316     | 2338-992   | Ottenheimer Mühlbach        | re.      |            | Raukehle/Mühlbach          |                | 09,7        | 013,8      | Schwanau-Ottenheim            | 150,0            | rechte Ausleitung bei Schwanau-Wittenweier   |

1. ↑  Stationierung, die Entfernung von der Flussmündung aufwärts bis zu diesem Zufluss. Die Alte Dreisam ist entsprechend an der Dreisam stationiert.
2. ↑  Gewässerkennzahl, in Deutschland die amtliche Fließgewässerkennziffer. Hinter dem bei allen gemeinsamen Präfix, nämlich der Fließgewässerkennziffer der Elz selbst, wurde zur besseren Lesbarkeit stets ein Trenner eingefügt.
3. ↑  Mittlerer Abfluss des Zuflusses am Mündungspunkt; Angaben aus: Abfluss-BW - regionalisierte Abfluss-Kennwerte Baden-Württemberg der Landesanstalt für Umwelt, Messungen und Naturschutz Baden-Württemberg (LUBW)
4. ↑  Abschnittsname der Elz am Mündungspunkt
5. ↑  Mittlerer natürlicher Abfluss der Elz am Mündungspunkt (Alte Elz: mittlerer gesteuerter Abfluss); Angaben aus: Abfluss-BW - regionalisierte Abfluss-Kennwerte Baden-Württemberg der Landesanstalt für Umwelt, Messungen und Naturschutz Baden-Württemberg (LUBW)

## Fauna
Häufig vorkommende Fischarten der Elz sind:

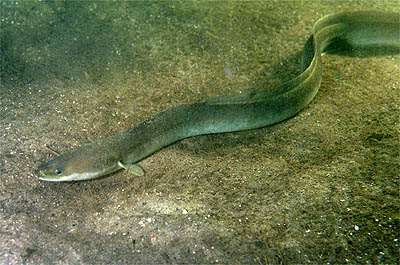
Europäischer Aal

- Aal
- Äsche
- Bachforelle
- Barbe
- Döbel
- Elritze
- Hasel
- Hecht
- Rotauge
- Rotfeder
- Schneider